# Amalie Dollerup
Amalie Mathisson Dollerup (nascuda el 15 d'abril de 1986 a Virum, Lyngby-Taarbæk, Dinamarca) és una actriu danesa coneguda principalment pel seu paper d'Amanda Berggren a la sèrie de televisió Hotel Voramar (Badehotellet), pel qual va ser nominada als premis Robert de l'Acadèmia danesa de cinema en la categoria de Millor actriu secundària d'una sèrie de televisió.

## Filmografia[3]

### Pel·lícules
| Any  | Títol            | Personatge                |
| ---- | ---------------- | ------------------------- |
| 1995 | Kun en pige      | Lise Nørgaard (de petita) |
| 1997 | Nonnebørn        | Johanne                   |
| 1998 | Forbudt for børn | Klara                     |
| 1998 | Bølle Bob        | Sara                      |
| 2017 | Thorn            | Convidada al casament     |

### Televisió
| Any       | Títol             | Personatge               |
| --------- | ----------------- | ------------------------ |
| 1996      | Krummernes Jul    | Yrsa                     |
| 1997-1998 | Strisser på Samsø | Sille                    |
| 2013      | Borgen            | Sille                    |
| 2014-2023 | Badehotellet      | Amanda Madsen / Berggren |
| 2015      | Lillemand         | Pernille                 |
| 2022      | Dopamin           | Maiken                   |

### Dibuixos animats i animació
| Any       | Títol                                 | Personatge        |
| --------- | ------------------------------------- | ----------------- |
| 1997      | Pippi Langstrømpe                     | Elonwy            |
| 1998      | The Black Cauldron                    | Elonwy            |
| 1998      | Alice i Eventyrland                   | Alice             |
| 1998      | Græsrødderne                          |                   |
| 1998      | Lady og Vagabonden 2: Vaks på eventyr |                   |
| 1999      | Løvernes Konge 2: Simbas stolthed     | Kiara (de petita) |
|           | Ben 10                                | Gwen Ten          |
|           | Teen Titans                           | Starfire          |
|           | Ben 10                                | Gwen Ten          |
| 2002-2003 | Tokyo Mew Mew                         |                   |
| 2013-2014 | The Next Step                         |                   |